# Sorbitol
« E420 » redirige ici. Pour les autres significations, voir E420 (homonymie).
Le sorbitol ou glucitol est un polyol naturel, au pouvoir sucrant deux fois plus faible que le saccharose. À la différence des oses, sa structure ne renferme aucun groupe cétone ou aldéhyde. Il est principalement utilisé comme édulcorant de masse pour remplacer le saccharose. Il est aussi utilisé comme séquestrant, excipient, humectant ou stabilisant, dans les médicaments, les cosmétiques et les aliments. Il est métabolisé lentement par l'organisme et apporte peu de calories. C'est aussi un laxatif lorsqu'il est consommé à haute dose.

## Origine
Le sorbitol tient son nom du sorbier dont les baies contiennent beaucoup de sorbitol. Mais le fruit à plus haute teneur en sorbitol est en fait le pruneau.
Le sorbitol est le produit majeur de la photosynthèse, le principal glucide exporté dans le phloème et un produit pour le stockage temporaire du carbone chez les espèces ligneuses de la famille Rosaceae. Chez les espèces dites à sorbitol, la synthèse de celui-ci est en compétition avec celle du saccharose car ces deux sucres ont un précurseur commun, le glucose-6-phosphate. Les mécanismes qui contrôlent et régulent la partition du carbone entre ces deux voies sont inconnus. Néanmoins, les effets de l'environnement et les conditions de culture peuvent jouer un rôle important pour modifier les flux métaboliques entre le sorbitol, le saccharose et l'amidon. L'accumulation de sorbitol est considérée comme une réponse adaptative des plantes aux contraintes saline, hydrique et de basse température. La synthèse du sorbitol est confinée aux organes sources. Sa dégradation n'a lieu que dans les organes puits.
Le sorbitol est aussi produit naturellement par le corps humain mais il est mal digéré par l'organisme. Un excès de sorbitol dans le sang peut entraîner :
- une cataracte : un dépôt de sorbitol sur le cristallin le rend plus opaque ; cela n'a rien à voir avec la rétinopathie diabétique ;
- une neuropathie (pour les nerfs).

## Propriétés

### Propriétés chimiques
Le sorbitol est un polyol comme le glycérol ou le glycol. Il est composé d'une chaîne carbonée de six atomes de carbone et six groupes alcool (un groupe par carbone). Sa formule brute est C6H14O6 et il est l'isomère de trois autres polyols : dulcitol, mannitol et iditol.
Son pKa est de 13,57.

### Propriétés physiques
Le sorbitol est un solide blanc très soluble dans l'eau (2 750 g l−1 à 30 °C) et faiblement soluble dans l'éthanol.

### Métabolisme
La dose maximale de sorbitol au-dessus de laquelle il n'est pas toléré par le transit intestinal est de 0,15–0,17 g kg−1 de masse corporelle pour l'homme et 0,24–0,3 g kg−1 de masse corporelle pour la femme.

### Propriétés sucrantes
Le pouvoir sucrant du sorbitol est de 0,5-0,6 comparé au saccharose (à poids égal) et de 0,25 comparé au saccharose (à nombre de moles égal). À poids égal, il est plus sucrant que l'isomalt (pouvoir sucrant de 0,3-0,4) mais moins que le xylitol (pouvoir sucrant de 1).

## Utilisations
En industrie agroalimentaire, cet édulcorant présente de nombreux avantages. Chez l'humain, le sorbitol est métabolisé de la même façon que le glucose : il apporte la même énergie. Toutefois, son métabolisme étant non insulinodépendant, il n'augmente pas la glycémie. Cette propriété est particulièrement intéressante pour les produits destinés aux diabétiques. Il est non fermentescible par les levures. Possédant une grande capacité de rétention d'eau, le sorbitol est responsable de la consistance moelleuse d'un grand nombre de produits alimentaires. L'eau fixée s'évapore difficilement. Le sorbitol est également utilisé en tant qu'agent de retard de la cristallisation du saccharose dans les produits chocolatés.

### Chimie analytique
Le sorbitol est utilisé comme étalon interne dans l'analyse quantitative des sucres par chromatographie en phase gazeuse avec silylation.

### Alimentation
C'est un édulcorant (E420) utilisé dans la nourriture de régime mais aussi dans nombre de produits élaborés par l'industrie agroalimentaire dans lesquels il joue le rôle d'anticristallisant et d'émollient. Il est aussi utilisé comme excipient, humectant, stabilisant et séquestrant,. Il fournit 2,5–3,4 kcal/g, moins que le sucre (>3,5 kcal/g) et n'augmente que très peu la glycémie. Le sorbitol, comme l'érythritol et le xylitol, possède un goût frais en bouche utile pour les chewing gum, les dentifrices et les produits pour soins de la bouche. L'abus chronique de sucreries édulcorées au sorbitol peut provoquer des troubles gastriques et peut représenter un apport calorique non négligeable (contrairement aux allégations industrielles).

### Élevage
Il a été montré que l'apport d'énergie, sous forme de sorbitol, aux bovins avant l'abattage prévient la production de viande à pH élevé,.

### Médecine
Le sorbitol est utilisé comme médicament (sans ordonnance) afin de traiter la constipation, grâce à son effet laxatif.

### Microbiologie
Le sorbitol remplace le lactose dans les géloses MacConkey pour l'identification de la bactérie Escherichia coli O157:H7 (la maladie du hamburger), la souche E. coli O157:H7 est sorbitol-, elle ne peut métaboliser le sorbitol, alors que les autres E. coli non-pathogènes du système digestif sont sorbitol+, elles peuvent métaboliser le sorbitol.

### Cosmétique
Le sorbitol est souvent utilisé par la cosmétique moderne en tant qu'agent humidifiant et épaississant. On le retrouve souvent comme ingrédient dans la plupart des dentifrices. Son goût frais en bouche, conféré par sa qualité de polyol, justifie sa présence dans les solutions d'hygiène bucco-dentaire.

### Carburant
Le sorbitol est très connu comme propergol de fusée en association avec le nitrate de potassium (salpêtre) (65 % de nitrate de potassium et 35 % de sorbitol). Grâce à sa basse température de fusion, il se lie très bien avec le nitrate de potassium pour former du propergol solide.
L'organisation terroriste État islamique s'est ainsi procuré en 2016 plusieurs tonnes de sorbitol à vocation alimentaire pour le mélanger au nitrate de potassium afin de fabriquer des roquettes.

## Contre-indications
En cas de grossesse ou d'allaitement, l'ingestion de sorbitol est déconseillée.[réf. nécessaire]
Le sorbitol est contre-indiqué dans l’intolérance héréditaire au fructose (IHF).

## Composition
Le sorbitol destiné à l'alimentation est composé d'un minimum de 97 % de glycitols et pas moins de 91 % de D-sorbitol en matière sèche. Les glycitols sont des composés dont la formule développée est CH2OH-(CHOH)n-CH2OH, dans laquelle n représente un nombre entier.